# Kiso (Fluss)
Der Kiso (japanisch 木曽川, Kiso-gawa) ist ein Fluss auf der japanischen Hauptinsel Honshū. 
Er ist 229 km lang und hat ein Einzugsgebiet von 5275 km², das gesamte Flusssystem jedoch 9100 km². Er gab dem Kisokaidō seinen Namen, dem westlichen Teil der alten Überlandstraße Nakasendō. Die 13 km Stromschnellen zwischen Minokamo (Präfektur Gifu) und Inuyama (Präfektur Aichi) werden als „Nihon Rhein“ bezeichnet. Die Fahrt flussabwärts, „Rhein-kudari“, in langen, von zwei Bootsleuten gesteuerten Holz-Booten ist ein beliebtes Sommervergnügen.  

## Verlauf des Flusses
Der Kiso durchfließt folgende Orte:
- Präfektur Nagano:
  - Kiso-mura
  - Kiso-machi
  - Agematsu
  - Ōkuwa
  - Nagiso
- Präfektur Gifu:
  - Nakatsugawa
  - Ena
  - Mizunami
  - Yaotsu
  - Mitake
  - Kani
  - Minokamo
  - Sakahogi
  - Kakamigahara
  - Kasamatsu
  - Ginan
  - Hashima
  - Kaizu
- Präfektur Aichi:
  - Inuyama
  - Fusō
  - Kōnan
  - Ichinomiya
  - Inazawa
  - Aisai
  - Yatomi
- Präfektur Mie:
  - Kuwana
  - Kisosaki

Der Kiso durchfließt die Stauseen folgender Talsperren: Okugiso-Talsperre, Kiso-Talsperre, Dokusho-Talsperre, Yamaguchi-Talsperre, Ochiai-Talsperre, Ōi-Talsperre, Kasagi-Talsperre, Maruyama-Talsperre, Kaneyama-Talsperre, Imawatari-Talsperre, Inuyama-Talsperre.